# Lin-i
Lin-i (čínsky pchin-jinem Línyí, znaky 临沂) je městská prefektura v Čínské lidové republice. Patří k provincii Šan-tung.
Celá prefektura má rozlohu 17 204 čtverečních kilometrů a v roce 2020 v ní žilo přes 11 milionů obyvatel, o deset let dříve přes deset milionů obyvatel – jedná se o největší prefekturu provincie měřeno rozlohou i měřeno počtem obyvatel.

## Poloha
Lin-i leží na jižním okraji provincie Šan-tung. Hraničí s prefekturou Ž’-čao na východě, s prefekturou Wej-fang na severovýchodě, s prefekturou C'-po na severu, s prefekturou Tchaj-an na severozápadě, s prefekturou Ťi-ning na západě, s prefekturou Cao-čuang na jihozápadě a s provincií Ťiang-su na jihu.

## Administrativní členění
Městská prefektura Lin-i se člení na dvanáct celků okresní úrovně, a sice tři městské obvody a devět okresů.
| Lan-šan Luo-čuang Che-tung okres · I-nan okres · Tchan-čcheng okres · I-šuej okres · Lan-ling okres · Fej okres · Pching-i okres · Ťü-nan okres · Meng-jin okres · Lin-šu |        |                       |                    |                                  |
| Název | Název  | Počet obyvatel (2020) | Rozloha km² (2020) | Hustota zalidnění (obyv. na km²) |
| český přepis | znaky  | Počet obyvatel (2020) | Rozloha km² (2020) | Hustota zalidnění (obyv. na km²) |
| Městské obvody |        |                       |                    |                                  |
| Lan-šan | 兰山区 | 1 940 000             | 897                | 2 162                            |
| Luo-čuang | 罗庄区 | 800 000               | 570                | 1 405                            |
| Che-tung | 河东区 | 908 324               | 840                | 1 081                            |
| Okresy |        |                       |                    |                                  |
| I-nan | 沂南县 | 806 390               | 1 724              | 468                              |
| Tchan-čcheng | 郯城县 | 885 156               | 1 194              | 741                              |
| I-šuej | 沂水县 | 967 570               | 2 405              | 402                              |
| Lan-ling | 兰陵县 | 1 104 391             | 1 726              | 640                              |
| Fej | 费县   | 798 403               | 1 649              | 484                              |
| Pching-i | 平邑县 | 892 276               | 1 826              | 489                              |
| Ťü-nan | 莒南县 | 841 035               | 1 746              | 482                              |
| Meng-jin | 蒙阴县 | 485 252               | 1 611              | 301                              |
| Lin-šu | 临沭县 | 586 024               | 1 016              | 577                              |
| |        |                       |                    |                                  |
| Celkem | Celkem | 11 018 365            | 17 204             | 641                              |